# Магапаса
Добрин Атанасов Петров, известен с артистичния си псевдоним Магапаса, е български попфолк певец.

## Биография
Роден е на 25 април 1975 г. в Хасково. Псевдонимът Магапаса идва от любовта му към гръцката музика и склонността да изпълнява гръцки песни. Първата му записана песен е „Радко и Радка“. През 1994 г. се запознава със своята дуетна половинка Мая. Заедно създават едни от най-големите хитове в попфолка през своите осем години от кариерата. От нея има и дъщеря – Кристияна, родена в началото на 1998 г. Емблематични за попфолка ще останат невероятните изпълнения на песните „С половин сърце“, „Момичето“, „Без любов“ и др. Освен като певец е и композитор на много от песните си. Твори в характерния и любим за него гръцки стил. Има издадени седем дуетни албума с Мая – „Рози в нощта“ през 1997 г., „Чудесен сън“ през 1998 г., „The Best“ през 1999 г., „В крачка“ през 2000 г., „Хитовете на Мая и Магапаса“ през 2002 г., „Ще остана“ през 2004 г., „Цунами“ през 2005 г., както и два самостоятелни албума – „Хей, русалки“ през 1999 г. и „Готини неща“ през 2009 г. 2018 г. Той се завръща на сцената с баладата „Чуй ме“ в която взима участие AX Dain. В края на същата година излиза и баладата „Кажи ми кой“. През 2019 г. пуска втори дует с AX Dain – „Как можа“.
През 2019 г. изпълнителят пусна и собствен канал в YouTube.

## Дискография

### Студийни албуми
- Рози в нощта (1997)
- Чудесен сън (1998)
- Хей, русалки (1999)
- В крачка (2000)
- Ще остана (2004)
- Цунами (2005)
- Готини неща (2009)

### Компилации
- The Best (1999)
- Хитовете на Мая и Магапаса (2002)[1]

## Награди
2002
- Вокална формация на годината – награди на сп. „Нов-фолк“
- Клип на годината – награди на сп. „Нов-фолк“[1]
- Най-предпочитан видеоклип на певец – награди на ТВ Планета